# Église de l'Immacolata a Fuorigrotta
L'église de l'Immacolata a Fuorigrotta est une église de Naples consacrée à l'Immaculée Conception et située dans le quartier de Fuorigrotta, via Leopardi. Elle dépend du diocèse de Pouzzoles, suffragant de l'archidiocèse de Naples.

## Histoire
L'église est bâtie dans les premières années du XXe siècle, lorsque le nouveau quartier (rione) du Duca d'Aosta voit le jour dans une zone en pleine croissance. Rattaché à Fuorigrotta, quartier rattaché à Naples depuis l'époque de Joachim Murat, la zone connaît alors une forte expansion démographique. 

## Description
L'église présente une façade éclectique en deux ordres. La base est caractérisée par un portail surmonté d'un tympan arqué soutenu de deux colonnes. Deux paires de pilastres ioniques soutiennent le second ordre présentant une loggia profonde faite de trois arcs en plein cintre sous un fronton triangulaire.

## Source de la traduction
- (it) Cet article est partiellement ou en totalité issu de l’article de Wikipédia en italien intitulé « Chiesa dell'Immacolata a Fuorigrotta » (voir la liste des auteurs).